# Murphy Burnatowski
Murphy William Burnatowski (Kitchener, 18 luglio 1991) è un cestista e allenatore di pallacanestro canadese.

## Carriera
Con il Canada ha disputato i Campionati americani del 2017.

## Palmarès
- Campionato svizzero: 1

Fribourg Olympic: 2018
- Coppa Svizzera: 1

Fribourg Olympic: 2018
- Coppa di Lega: 1

Fribourg Olympic: 2018